# Françoise-Augustine Duval d'Eprémesnil
Françoise-Augustine Duval d'Eprémesnil, död 1794, var en fransk salongsvärdinna. Hon åtalades för förräderi och avrättades med giljotin under skräckväldet. Hon blev en röst för kontrarevolutionen då hon höll en litterär salong som blev ett centrum för kontrarevolutionärer, och åtalades för att vara en medbrottsling till rojalisten baron Jean Pierre de Batz, som var känd för sina försök att befria det fängslade kungaparet.